# Širokonosi koprivov rilčkar
Širokonosi koprivov rilčkar (znanstveno ime Phyllobius pomaceus) je vrsta pravih rilčkarjev, ki je razširjena tudi v Sloveniji. 

## Opis
Odrasli hroščki dosežejo v dolžino med 7 in 9 mm in imajo s kovinsko zelenimi luskami pokrite elitre. Barva se preliva od zelene do zlate, ali modrikaste do bakrene. Ličinke dosežejo do 8 mm in so bele barve s temno glavo.

## Habitat in razširjenost
Kot že ime pove se ta hrošč običajno zadržuje na veliki koprivi (Urtica dioica), pa tudi na brestovolistnem osladu (Filipendula ulmaria), kjer pa se v večjem številu razširi v nasade jagod, pa lahko postane škodljivec, saj se ličinke hranijo s koreninami, odrasli hrošči pa s cvetovi in sokovi rastline.